# Protemnodon
Protemnodon ist eine Gattung großer ausgestorbener Kängurus. Die Tiere lebten in Australien bis ins späte Pleistozän.
Die Gattung Protemnodon war bis zum Ende des Pleistozäns in Australien und Neuguinea verbreitet. Protemnodon anak ist heute die am besten bekannte Art fossiler Kängurus. Im Gegensatz zu den typischen Kurzschnauzenkängurus, die bis ins späte Pleistozän Zeitgenossen von Protemnodon waren, besaß dieses große Känguru eine relativ lange Schnauze und einen eher flachen Schädel. Protemnodon anak erreichte eine Höhe von 2 m und ein Gewicht von 100 bis 150 kg. Die Art kam auch auf Tasmanien vor, wo sie etwas länger überlebt zu haben scheint, als auf dem australischen Festland. Auf der Insel verschwand Protemnodon erst vor etwa 40.000 Jahren als letztes riesiges Känguru der australischen Region. Tasmanien wurde auffälligerweise erst einige tausend Jahre nach dem australischen Kontinent durch Ureinwohner besiedelt. Ein Zusammenhang dieses pleistozänen Massensterbens mit dem Auftreten des Menschen scheint daher naheliegend. Alternativ werden vor allem klimatische Ursachen diskutiert.
Früher wurden neben ausgestorbenen Arten auch die kleineren Arten der Gattung Macropus zur Gattung Protemnodon gezählt. Die Gattung Wallabia wird als nah verwandt betrachtet.